# یای مجهول
یای مجهول یا واکهٔ پیشینِ نیم‌بستهٔ گِردنَشُده (به انگلیسی: Close-mid front unrounded vowel) یکی از واکه‌های زبان‌های فارسی نو و فارسی میانه است. نماد این واج در الفبای آوانگار بین‌المللی ⟨:e⟩ است.
یای مجهول در بسیاری از زبان‌ها ازجمله فارسی وجود دارد. یای مجهول چیزی میان «ـِ» و «ـی» است و در واقع شکل کشیده‌ای از زیر (کسره) است. این واج اکثراً با یک الف مدّی کوتاه در بالای «ی» نشان داده شده است. در برخی از واژگان فارسی غربی دو گونه شیوهٔ نگارش برای یک کلمه کاربرد دارند که نشانی از وجود یای مجهول در اصل کلمه است؛ مثلاً واژگان «میهمان» و «مهمان» در گویش شرقی فارسی هردو یکسان و با یای مجهول تلفظ می‌شوند.
این تلفظ در زبان‌های کردی و ارمنی و همچنین در وام‌واژه‌های فارسی در زبان ترکی هنوز زنده است.
به عنوان نمونه در گویش فارسی افغانستان کلمات شیر (گربه‌سان) و شیر (نوشیدنی) به دو گونه تلفظ می‌شوند. مولانا در شعری تفاوت این دو را چنین به نظم آورده است:
| کارِ نیکان را قیاس از خود مگیر |  | گرچه باشد در نوشتن شیر شیر  |
| آن یکی شیر است اندر بادیه     |  | آن دگر شیر است اندربادیه    |
| آن یکی شیراست کآدم می‌خورد     |  | وآن دگر شیر است کآدم می‌خورد |

## در آثار گذشتگان
حمزهٔ اصفهانی این واکه را «حرفی که به یاء شبیه است» توصیف می‌کند و کلمات «سیر» (الشعبان) و «شیر» (الأسد) را مثال می‌آورد. خواجه نصیر می‌نویسد: «حرفی که میان فتحه و کسره باشد، چنان‌که در لفظ شیر باشد که در تازی اسد باشد.» و جای دیگر: «حرفی که به یاء ماند در دیر و زیر». سپس همین مؤلف در ذکر حروف و حرکات قوافی می‌گوید: «یاء که در خطاب باشد، مثلاً گوئی تو در این سخنی، یا در صفت چنان‌که در لفظِ خوش‌سخنی، یا در نسبت چنان‌که در شهری، دیگر باشد، و شبیه به یاء که در نکره آید، مثلاً گوئی سخنی از سخن‌ها، یا در تقدیر فعل چنان‌که که گوئی اگر گفتی و کاشکی گفتمی و به خواب دیدم که گفتمی دیگر. و این دو حرف باشد و یکی گرفته‌اند». تفاوت میان یای مجهول و یای معروف هنوز در بعضی از نواحی فارسی‌زبان وجود دارد. در بعضی نسخه‌های مکتوب در قرن‌های چهارم و پنجم برای یای مجهول نشانهٔ خاصی در کتابت هست، اما در فارسی معیار امروزی مدت‌هاست که این تفاوت از میان رفته است؛ یعنی امروز در فارسی رسمی و متداول ایران کلمه‌ای مانند «می‌بینی» با سه واکهٔ «i» یکسان تلفظ می‌شود، حال آنکه در تلفظ مردم افغانستان و تاجیکستان واکهٔ نخستین در جزء «می» شبیه به کسرهٔ ممدود و متفاوت با دو واکهٔ دیگر ادا می‌شود.
اما آنجا که این واکه در آخر کلمه قرار می‌گیرد، بر طبق توضیحی که خواجه نصیر داده است، در فارسی امروز تفاوت بر سر تکیهٔ کلمه است؛ یعنی یای بیانِ نکره و یای خطاب با یای بیانِ صفت یا نسبت تنها در این نکته متفاوتند که در یکی تکیه روی هجای ماقبلِ آخر و در دیگری روی هجای آخر واقع می‌شود، به این طریق:
- šā - hi' = شاهی = یکی از شاهان، تو شاه هستی
- šā - 'hi = شاهی = سلطنت، منسوب به شاه

حاصل اینکه در فارسی امروز تفاوت میان این دو واکه که در اصطلاح ادیبان «یای مجهول» و «یای معروف» خوانده می‌شود، تنها در تکیه و زیر و بمی صوت است. این تفاوت منحصر به آخر کلمه است و در مواضع دیگر وجود ندارد، اما نمی‌دانیم واکه‌ای که آن را «شبیه به یاء» و «میان فتحه و کسره» خوانده‌اند نیز چنین تفاوتی با یای معروف داشته است یا نه. اکنون در تلفظ فارسی افغانستان و تاجیکستان یای مجهول مانند کسرهٔ ممدود ادا می‌شود و تفاوت آن با یای معروف در زنگ (timber) واکه است، نه در زیر و بمی آن.

## در زبانشناسی نوین
- این واکه از نظر بلندی (Vowel Height) نیم‌بسته است؛ بدین معنا که زبان برای ایجاد آن در بین واجگاهِ واکهٔ بسته و واکهٔ میانی قرار می‌گیرد.
- همچنین از نظر برگشتی (Vowel Backness) پیشین به‌شمار می‌رود؛ بدین معنا که زبان برای ایجاد آن باید در پیشِ (جلو) دهان قرار گیرد، بدون آنکه آن اندازه تنگی ایجاد کند که همخوان شمرده شود.
- این واکه گردنشده است، یعنی لب‌ها در هنگام ادای آن گرد نمی‌شوند.[۶]

## نویسه
در دیگر زبان‌های ایرانی از نویسه‌های مختلفی برای نشان دادن یای مجهول استفاده می‌شود. به‌طور مثال:
- Е و Э در تاجیکی
- Ê، É (لاتین) و E (سیریلیک) ێ در کردی
- ê در زبان لکی
- ی در پشتو